# Viktor Christenko

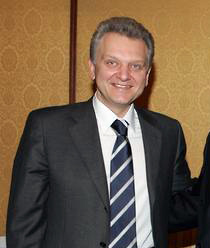
Viktor Christenko

Viktor Borisovitsj Christenko (Russisch: Виктор Борисович Христенко) (Tsjeljabinsk, 28 augustus 1957) is een Russisch politicus en was waarnemend premier van Rusland van 24 februari tot 5 maart 2004.
Kasjanov werd geboren in Tsjeljabinsk in 1957. In 1979 studeerde hij af aan het Polytechnisch Instituut van Tsjeljabinsk, waarna hij daar bleef werken als achtereenvolgens ingenieur, instructeur en docent. Van 1990 tot 1991 was hij afgevaardigde voor de stadssovjet van Tsjeljabinsk, waarna hij van 1991 tot 1996 achteenvolgens afgevaardigde was voor oblast Tsjeljabinsk en vicehoofd van het bestuur van oblast Tsjeljabinsk. In maart 1997 werd hij benoemd tot vertegenwoordiger van de president van Rusland in oblast Tsjeljabinsk en in juli 1997 werd hij benoemd tot viceminister van Financiën van Rusland. Van april tot september 1998 was hij vicepremier in het kortstondige kabinet van Sergej Kirijenko. Op 28 oktober 1998 werd hij benoemd tot staatssecretaris van het Ministerie van Financiën. In mei 1999 werd hij benoemd tot eerste vicepremier in het kabinet van Sergej Stepasjin en behield deze functie in het kabinet van Vladimir Poetin. In januari 2000 werd hij benoemd tot vicepremier in het kabinet van Michail Kasjanov. Van 24 februari tot 5 maart 2004 verving hij Kasjanov als premier toen deze werd ontslagen door Poetin een paar maanden voor de presidentsverkiezingen van 2004. Na de presidentsverkiezingen werd hij na de benoeming van Michail Fradkov tot premier, weer vicepremier, om op 9 maart te worden benoemd tot minister van Industrie en Energie